# Suzanne Communal Cemetery Extension
Le Suzanne Communal Cemetery Extension  (Extension du cimetière communal de Suzanne  ) est un cimetière militaire de la Première Guerre mondiale, situé sur le territoire de la commune de Suzanne, dans le département de la Somme, au nord-est d'Amiens.

## Localisation
Ce cimetière militaire jouxte le cimetière communal au nord-ouest du village.

## Histoire

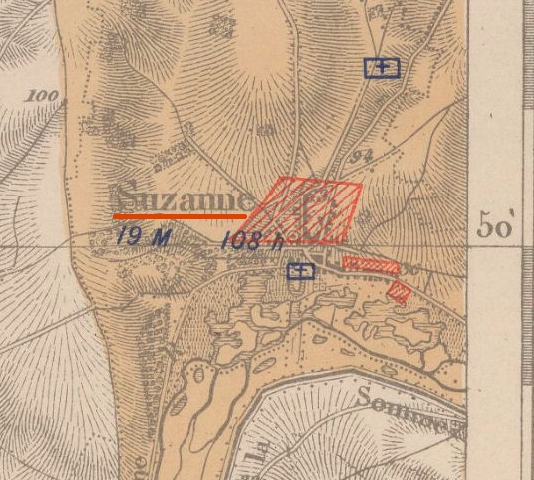
Carte des régions décastées: Suzanne 1918.

Occupé par les Allemands dès le début de la guerre, fin août 1914, le village de Suzanne sera repris par les troupes britanniques à l'été 1915, perdu de nouveau en mars 1918 et repris définitivement par la 3è division australienne le 26 août suivant.

Ce cimetière a été commencé par les troupes françaises et britanniques d'août 1915 à janvier 1917 pour inhumer les victimes des combats de la bataille de la Somme du secteur. Il sera utilisé par les Allemands jusqu'en mars 1918, puis par les unités britanniques en août et septembre 1918. Les tombes de 387 soldats français et 71 allemands ont été après l'armistice transférés dans d'autres cimetières. 

Il y a maintenant plus de 155 victimes de la guerre 1914-18  sur ce site, dont aucun inconnu.

## Caractéristique
Ce cimetière a un plan rectangulaire 35 m sur 25 .

Il est entouré d'un muret de moellons sur trois côtés; une haie d'arbustes le sépare du cinmetière civil.

## Galerie

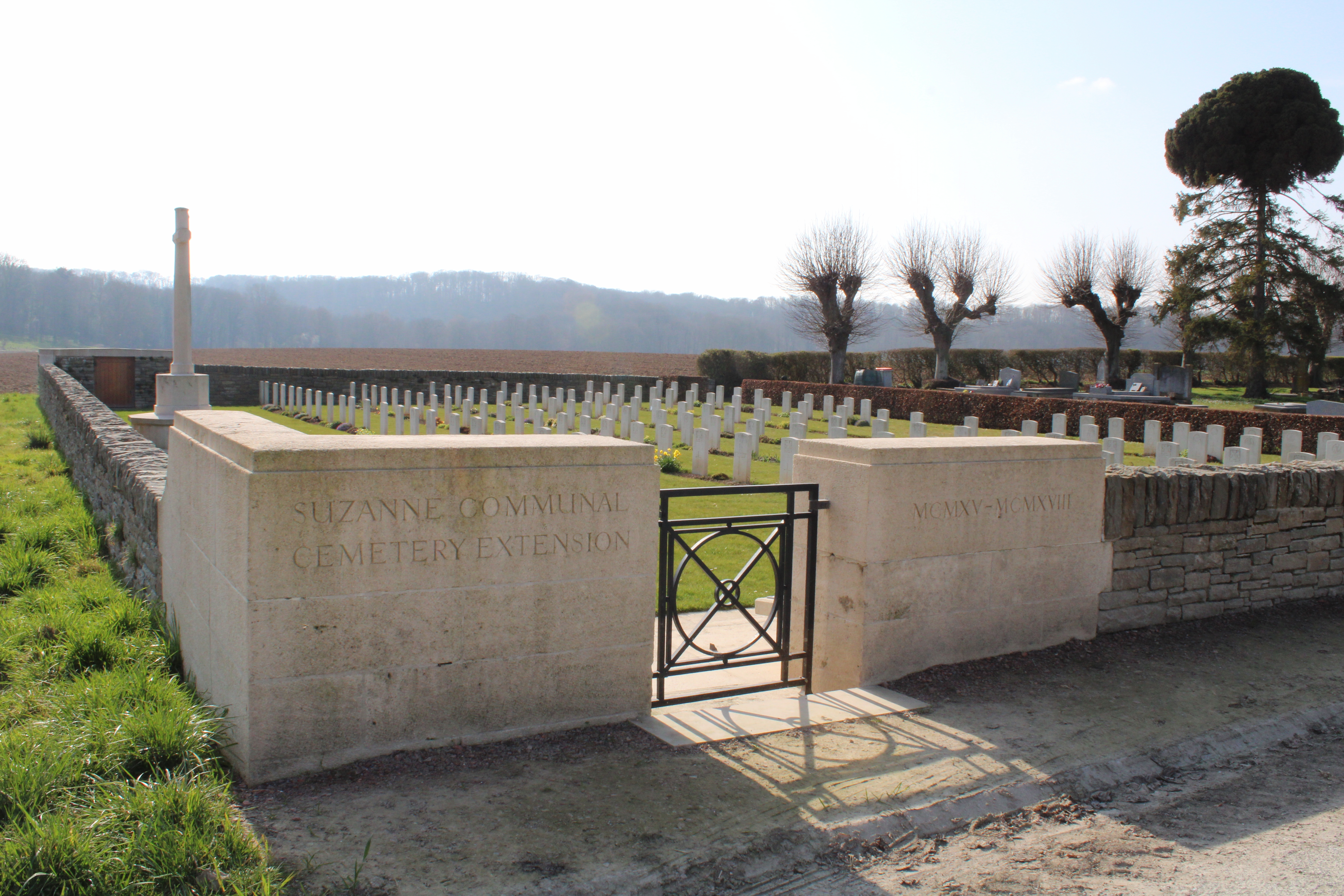
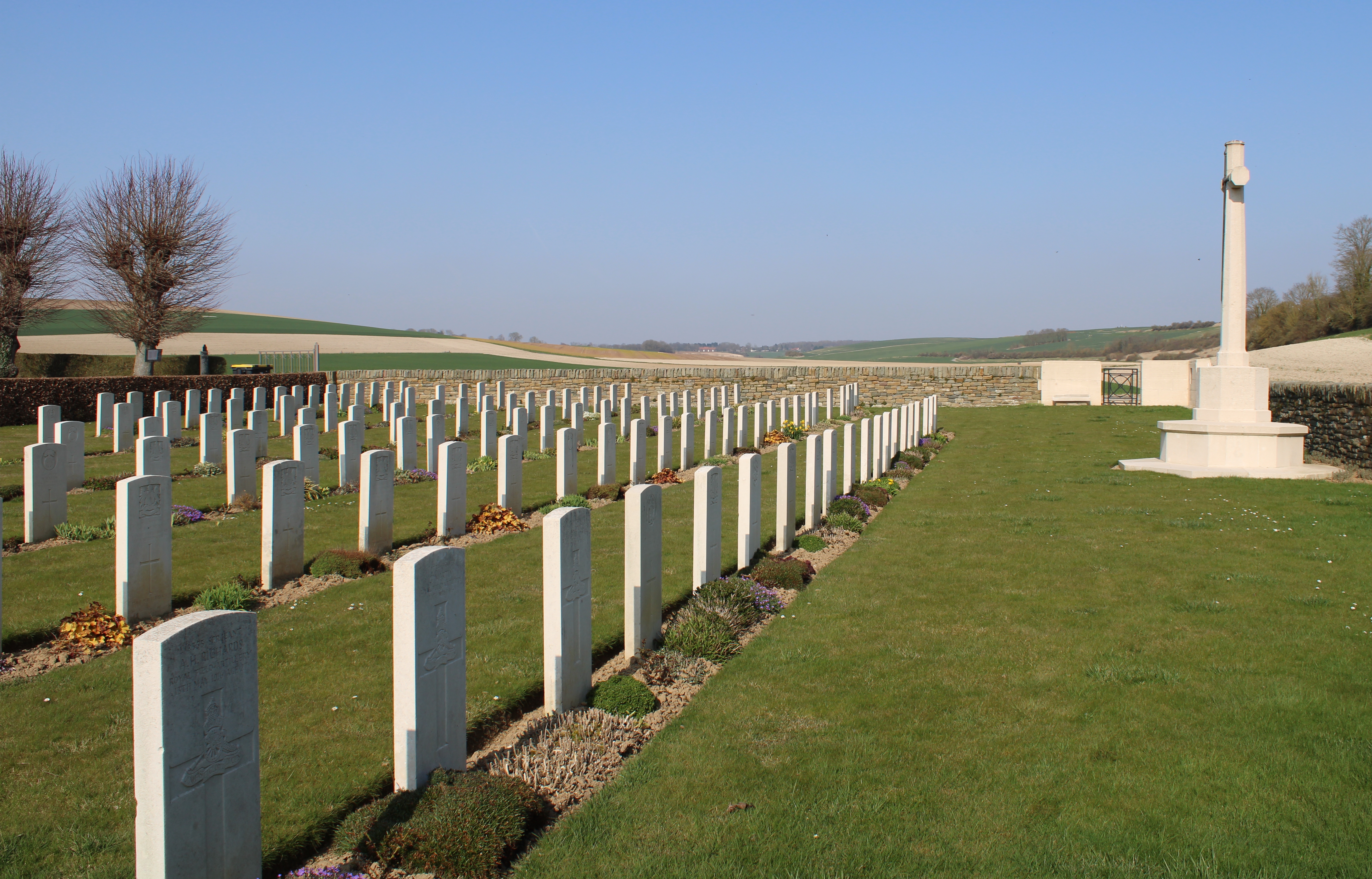
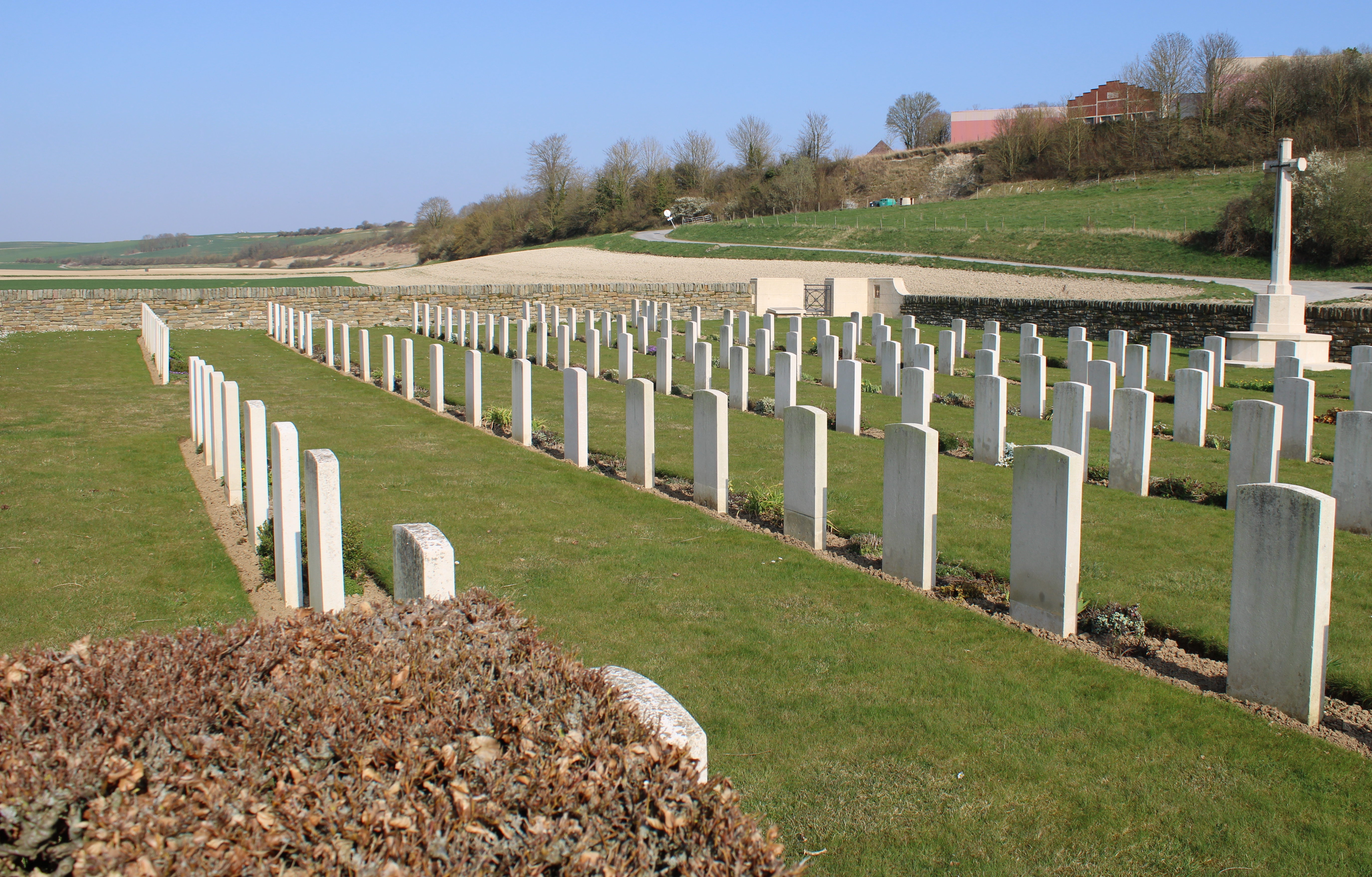
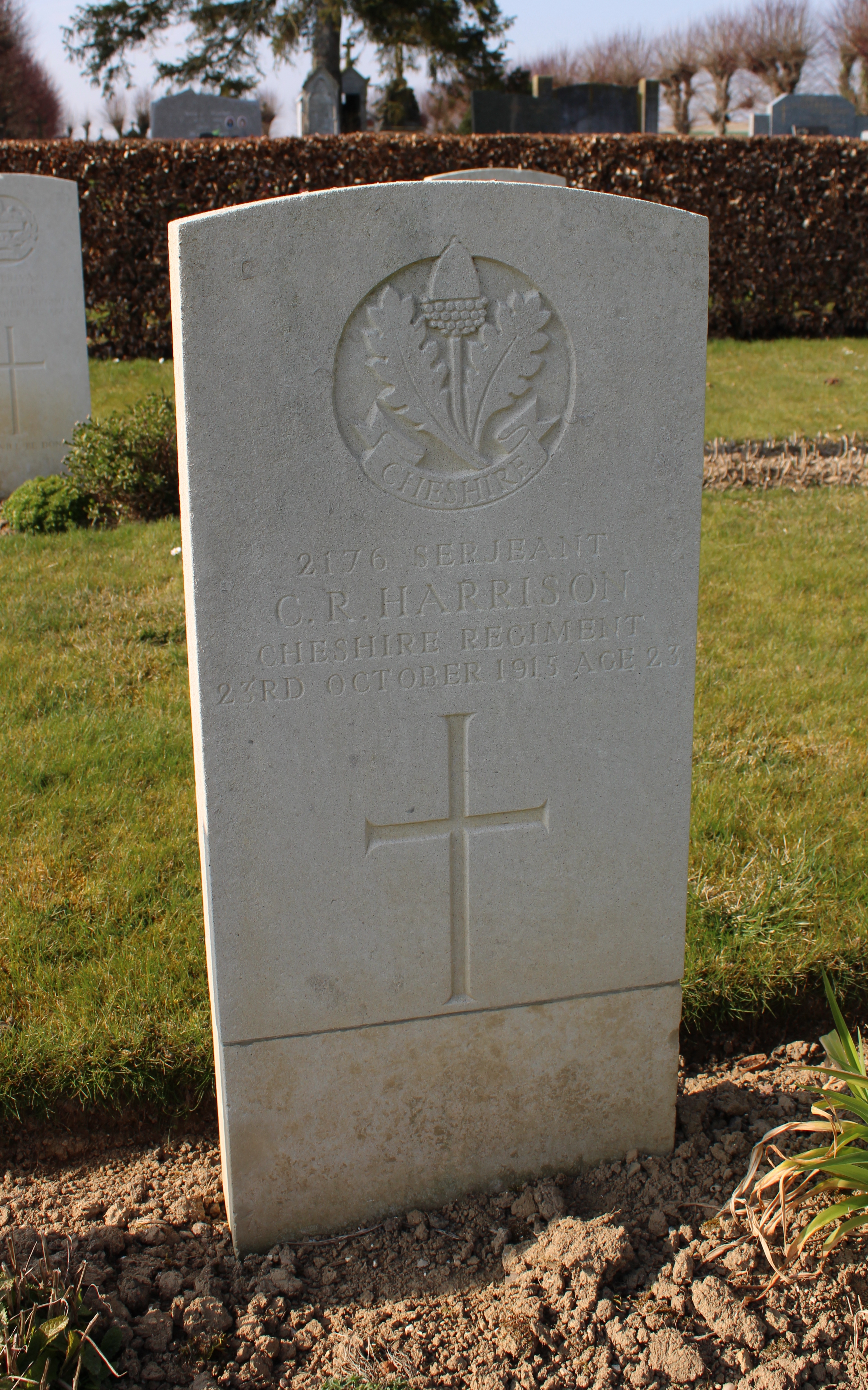
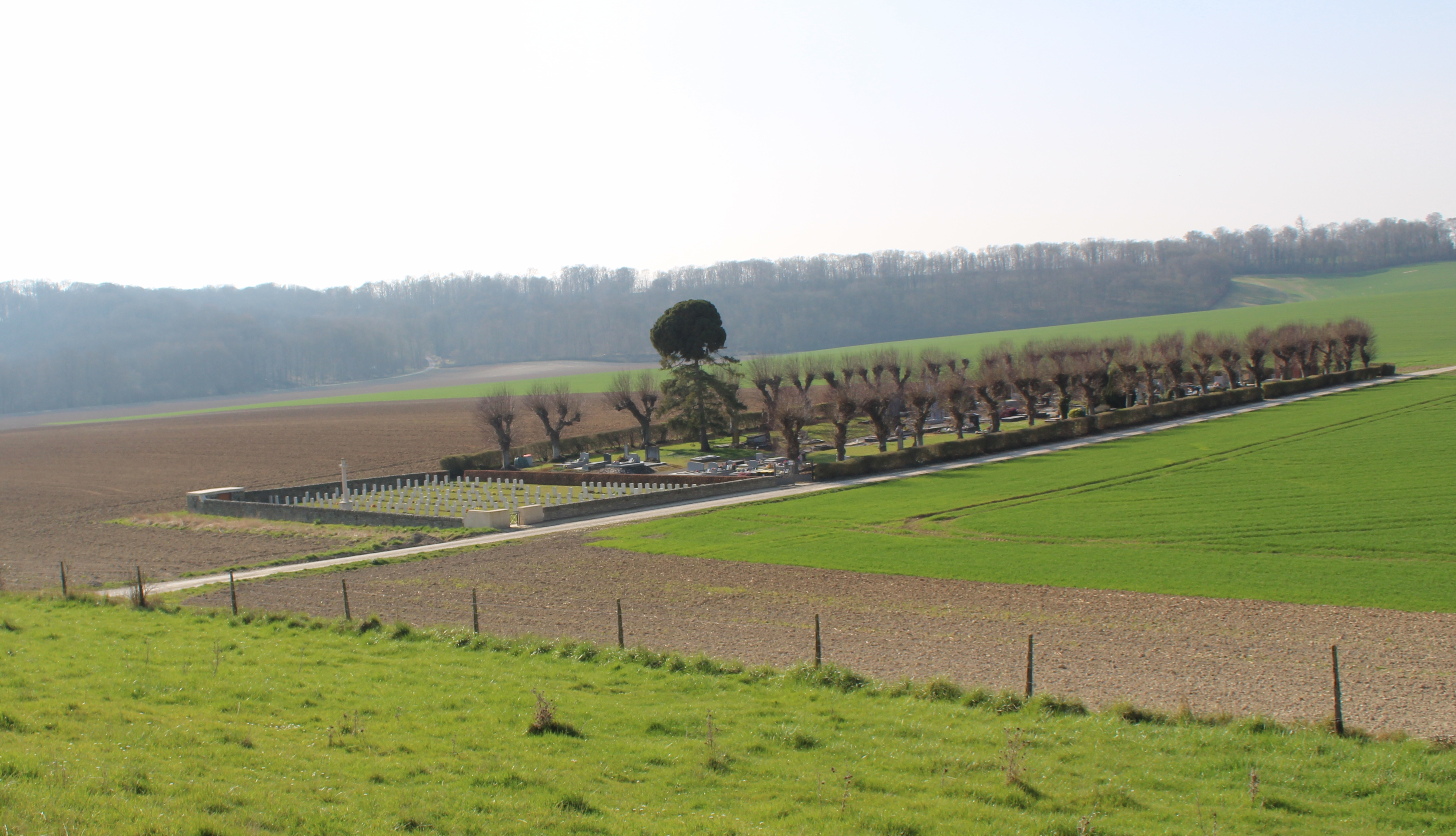

## Sépultures
| Pays        | Sépultures |
| ----------- | ---------- |
| Royaume-Uni | 141        |
| Australie   | 14         |
| Total       | 155        |